# SN 1996cg
SN 1996cg – supernowa typu Ia odkryta 17 marca 1996 roku w galaktyce A082413+0324. Jej maksymalna jasność wynosiła 22,46m.